# Burrardhalvön

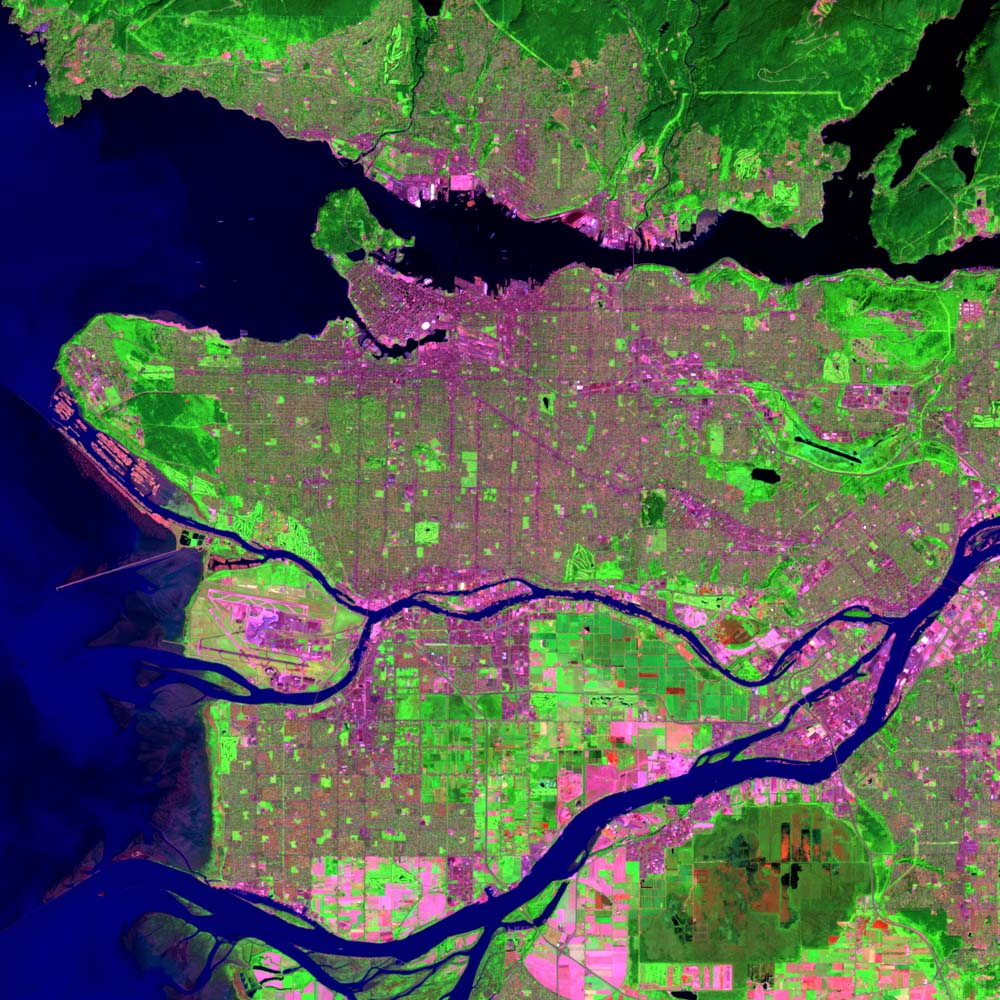
Satellitbild över Vancouver-regionen med Burrard-halvön i mitten

Burrardhalvön (engelska: Burrard Peninsula) är en halvö utanför Vancouver i den kanadensiska provinsen British Columbia. Halvön ligger mellan fjorden Burrard Inlet i norr och Fraserflodens mynningsdelta i syd.